# Cánh thìa lá nhỏ
Cánh thìa lá nhỏ có danh pháp khoa học Anomodon minor là một loài Rêu trong họ Thuidiaceae. Loài này được (Hedw.) Lindb. mô tả khoa học đầu tiên năm 1865.